# يان-بيتر مارتنز
يان-بيتر مارتنز هو لاعب كرة قدم بلجيكي في مركز الوسط، ولد في 23 سبتمبر 1974 في Bilzen ‏ في بلجيكا. لعب مع رودا كيركراده وشتورم غراتس وكيه في ميخيلين.

## وصلات خارجية
- يان-بيتر مارتنز على موقع الاتحاد الأوربي (الإنجليزية)
- يان-بيتر مارتنز على موقع قاعدة بيانات كرة القدم.إي يو (الإنجليزية)
- يان-بيتر مارتنز على موقع عالم كرة القدم.نت (الإنجليزية)